# 1995年中国女子足球超霸杯
1995年中国女子足球超霸杯是1995年由中国足球协会主办的一项足球锦标赛，也是首届中国女子足球超霸杯，由1995年全国女子足球联赛冠军上海对阵1995年中国女子足球锦标赛亚军大连中豪。比赛于1995年12月8日在四川省成都市的成都体育中心举行。最终大连中豪以3比1击败上海，成为历史上第一支夺得超级杯的球队。

## 赛事数据
| 1995年12月08日 16:00 UTC+8 |

| 上海     | 1 - 3 | 大连中豪                |
| -------- | ----- | ----------------------- |
| 虞瑾 82' | 报告  | 张岩 28' 76' · 孙莉 49' |

| 成都，成都体育中心 |

最佳进攻奖：张岩
最佳防守奖：韩文霞